# Peter Yama
Peter Charles Yama est un homme d'affaires et homme politique papou-néo-guinéen.

## Biographie
Il grandit et est scolarisé à Laiagam (en), dans la province d'Enga. Il se lance dans le milieu des affaires, dont ceux des services de sécurité, de l'hôtellerie, du transport maritime, de la transformation du café, et de l'immobilier ; depuis 1998 il est le directeur du conglomérat d'entreprises Yama Group,.
Il entre au Parlement national en octobre 1992 à l'occasion d'une élection partielle dans la circonscription de Sumkar (en). Il est nommé ministre des Travaux publics en septembre 1994 lorsque Julius Chan devient Premier ministre, et se voit également confier le ministère des Transports en août 1995. Battu dans sa circonscription aux élections législatives de 1997, il fonde le Parti travailliste populaire en avril 2001. Il est élu député de la circonscription d'Usino Bundi, dans la province de Madang, aux élections législatives de 2002, et est le ministre du Travail et des Relations sociales d'août à novembre 2003 dans le gouvernement de coalition de Sir Michael Somare. Il est suspendu du Parlement en décembre 2004 en raison d'accusations de trente-quatre cas de malfaisance datant de la période où il était ministre. Il est finalement condamné en février 2005 à une amende de 1 000 kina pour avoir versé de manière biaisée quelque 1 560 000 kina de fonds publics à sa propre circonscription dans le cadre d'une politique nationale de financement de transports en milieux ruraux. Faute de preuves, il est acquitté des autres chefs d'accusation, et notamment d'avoir détourné 215 000 kina d'argent public à son propre bénéfice, et est autorisé à retrouver son siège de député,. En 2004 également, la Cour suprême de Papouasie-Nouvelle-Guinée constate des cas de fraude dans les papiers officiels de ses entreprises, et demande à la police d'enquêter, une demande qui n'est pas suivie d'effet. 
Il ne se représente pas dans sa circonscription aux élections de 2007 mais brigue le poste de gouverneur de la province de Madang, et est battu. Il remporte finalement ce poste, qui lui permet par ailleurs de siéger au Parlement ex officio, aux élections de 2017. Il est accusé peu après d'avoir corrompu deux agents électoraux pour falsifier des résultats de ce scrutin ; les deux agents sont arrêtés, inculpés et condamnés, mais le commandant de la police provinciale interdit à ses hommes d'enquêter contre Peter Yama. Finalement inculpé, il est acquitté faute de preuves. En septembre 2021 il est arrêté et inculpé pour détournement de fonds publics, accusé d'avoir pris part au détournement de quelque 6 000 000 kina destinés à reloger des personnes déplacées par une éruption du volcan Manam. Il est également inculpé pour abus de pouvoir et blanchiment d'argent,,. 
Il est battu aux élections de 2022.